# Ptilopachus
Ptilopachus Swainson, 1837 è l'unico genere africano delle cosiddette quaglie del Nuovo mondo. Questo genere comprende uccelli di taglia medio-piccola, circa 25 cm, di cole brunastro e con il contorno degli occhi arancione.

## Distribuzione
Le specie di questo genere si ritrovano nelle savane africane del Kenya, Gambia, Etiopia Uganda e della Repubblica Democratica del Congo.

## Tassonomia
Questo genere comprende solo due specie: 
- Ptilopachus petrosus  (J.F.Gmelin, 1789) - pernice delle rocce
- Ptilopachus nahani  (A.J.C.Dubois, 1905) - pernice di Nahan

La classificazione è però ancora discussa, infatti, molti tassonomisti inseriscono questo genere nella famiglia dei Phasianidae (sottofamiglia dei Perdicinae) tuttavia alcuni studi dimostrano la loro maggiore vicinanza genetica alla famiglia dei odontoforidi. Inoltre, la specie P. nahan fu inizialmente inclusa nei francolini (genere Pternistis), ma prove genetiche hanno fatto inserire questa specie tra i ptilopachus.